# Cichiniczy (przystanek kolejowy)
Cichiniczy (biał. Ціхінічы; ros. Тихиничи) – przystanek kolejowy w pobliżu miejscowości Cichiniczy, w rejonie budzkim, w obwodzie homelskim, na Białorusi. Położony jest na linii Homel - Żłobin - Mińsk.